# استریگونی
استریگونی (انگلیسی: Striguny) یک شهرک در بخش بوریسوفسکی استان بلگورود کشور روسیه است.